# Forgetting Sarah Marshall
Forgetting Sarah Marshall er en amerikansk komediefilm fra 2008, instrueret Nicholas Stoller efter manuskript af Jason Segel, der også spiller hovedrollen som komponisten Peter Bretter, som bliver dumpet af sin kæreste Sarah Marshall, spillet af Kristen Bell. Filmen er produceret af Judd Apatow.

## Medvirkende
- Jason Segel
- Kristen Bell
- Mila Kunis
- Russell Brand
- Bill Hader
- Jonah Hill
- Paul Rudd
- William Baldwin
- Kristen Wiig